# امبوهیپاکی
امبوهیپاکی (به لاتین: Ambohipaky) یک سکونتگاه مسکونی در ماداگاسکار است که در بوئنی واقع شده‌است.

## خصوصیات
امبوهیپاکی ۷٬۰۰۰ نفر جمعیت دارد و ۳۴ متر بالاتر از سطح دریا واقع شده‌است.